# 小川明日香
小川 明日香（おがわ あすか、1979年1月7日 - ）は、日本のAV女優。東京都出身。

## 略歴
1990年代後半に活動した。
1997年11月に『ヴァージン・プリンセス』（シャイ）でAVデビューした。同年発売された『胸騒ぎのグリグリ』は1997年の宇宙企画売り上げ2位となっている。
グラビアでも各メジャー誌から引っ張りだこで、写真集も一冊残している。
引退作は『FOREVER 明日香ファイナル』。

## 出演作品

### アダルトビデオ（オリジナル作品のみ）
1997年
- ヴァージン・プリンセス（1997年11月22日、シャイ）
- 胸騒ぎのグリグリ（1997年12月7日、宇宙企画）

1998年
- 絶頂黙示録　明日香、美しく燃え（1998年1月26日、シャイ）
- キスと毒薬（1998年2月8日、宇宙企画）
- とまどいのFascination（1998年3月25日、シェール）
- COS-P!　着せ替え明日香ちゃん（1998年4月25日、シャイ）
- パンティ脱いだセールスレディ マジ濡れ肉欲研修（1998年5月30日、ミス・クリスティーヌ）
- 変態ざんまい（1998年6月26日、SAMM）
- ヴァージンロード（1998年7月30日、VINL）
- あぶない放課後 新・女教師スペシャル（1998年8月16日、Vogue）
- 素人参加募集ビデオ　小川明日香としてみませんか?（1998年9月21日、Vogue）
- 幼な妻　危ない密室（1998年10月30日、バビロン）
- 南極2号（1998年11月30日、TANK）
- FOREVER　明日香ファイナル（1998年12月4日、ON（ハムレット））

### イメージビデオ
- ときめき喪失（美少女EROS恋写館37）（1998年5月、英知出版）

### オリジナルビデオ
- 新 校内写生（1998年7月1日、スリーヴィ・ジャパン （日本コロムビア）） - 共演：若菜瀬奈、小野美晴他

## 写真集
- 明日香のコスプレーションDays（1997年12月7日発行、撮影：小池伸一郎、海王社）